# صوفيا إيفانوفا
صوفيا إيفانوفا (بالبلغارية: София Иванова؛ من مواليد 15 سبتمبر 2005) هي لاعبة جمباز إيقاعي بلغارية حصلت على الميدالية الذهبية في الجمباز الشامل مع الفريق البلغاري في بطولة العالم للجمباز الإيقاعي 2022 في صوفيا والميدالية الذهبية في حدث جمباز إيقاعي بثلاث شرائط وكرتين، والميدالية الذهبية الجمباز الشامل مع الفريق البلغاري في بطولة أوروبا للجمباز الإيقاعي في أعوام 2022، 2023، 2024، بالإضافة إلى حصولها على الميدالية الفضية في نهائي 5 حلقات.
تم اختيارها للمشاركة في الألعاب الأولمبية الصيفية 2024 في باريس، حيث حصلت مع الفريق البلغاري كاميليا بيتروفا ومارغريتا فاسيليفا وراشيل ستويانوف وماغدالينا مينيفسكا على المركز الرابع في ترتيب النهائي بعد ارتكاب أخطاء في روتين الحلقات الخمس.